# Pilar (Bohol)
Pour les articles homonymes, voir Pilar.
Pilar est une municipalité de la province de Bohol. Elle compte 27 276 habitants selon le recensement de 2007.

## Barangays
La municipalité compte 21 barangays :
- Aurora
- Bagacay
- Bagumbayan
- Bayong
- Buenasuerte
- Cagawasan
- Cansungay
- Catagda-an
- Del Pilar
- Estaca
- Ilaud
- Inaghuban
- La Suerte
- Lumbay
- Lundag
- Pamacsalan
- Poblacion
- Rizal
- San Carlos
- San Isidro
- San Vicente